# Preziosissimo Sangue di Nostro Signore Gesù Cristo, Appio-Latino
Preziosissimo Sangue di Nostro Signore Gesù Cristo är en kyrkobyggnad i Rom, helgad åt Kristi allraheligaste blod. Kyrkan är belägen vid Largo Pannonia i quartiere Appio-Latino och tillhör församlingen Natività di Nostro Signore Gesù Cristo.
I kyrkan vördas den heliga Maria De Mattias reliker.
Kyrkan förestås av kongregationen Kristi allraheligaste blods tillbedjande systrar.

## Historia
Kyrkan konsekrerades den 4 mars 1943. Absidmosaiken föreställande Kristi korsfästelse är ett verk av Augusto Ranocchi. Vid Kristi kors ses Maria De Mattias, grundare av Kristi allraheligaste blods tillbedjande systrar, och Gaspare del Bufalo, grundare av Det allraheligaste blodets missionärer. I höger sidokapell vördas Maria De Mattias reliker.
En renovering av interiören företogs åren 1964–1965. Glasmålningarna med passionsredskapen är designade av B. Nocchi. Korsvägens stationer är utförda av Angelo Bianchi.

## Bilder
| - Exteriören. - Absidmosaiken Kristi korsfästelse. |

## Kommunikationer
- Busshållplats De Mattias/Pannonia – Roms bussnät, linje 628
- Busshållplats Licia – Roms bussnät, linje 218 360 665